# Léon Minkus
Ne doit pas être confondu avec Charles Mingus.
Ludwig Aloisius Minkus, dit Léon Minkus, né le 23 mars 1826 à Vienne et mort le 7 décembre 1917 dans la même ville, est un compositeur autrichien de musique de ballet, un violoniste virtuose et un professeur de violon.

## Introduction
Minkus est surtout connu pour les partitions qu'il a composées en tant que « compositeur de ballets des Théâtres impériaux de Saint-Pétersbourg », pour lesquels il écrivit des œuvres originales et des reprises à l'intention des maîtres de ballet Marius Petipa et Arthur Saint-Léon. Ses compositions les plus célèbres sont La Source (avec Léo Delibes, 1866), Don Quichotte (1869) et La Bayadère (1877). Il a également écrit des passages destinés à être insérés dans des ballets existants. Parmi ceux-ci le Grand pas classique, le Pas de trois et la Mazurka des enfants, écrits pour la reprise par Petipa, en 1881, du ballet Paquita.
De nos jours, la musique de ballet de Minkus est une des plus connues et elle est interprétée par toutes les compagnies de ballet. Elle fait également partie intégrante du répertoire du ballet classique traditionnel.

## Biographie
Léon Minkus, de son patronyme complet Aloisius Bernhard Philipp Minkus, est né le 23 mars 1826 à Innere Stadt (Vienne), un arrondissement de Vienne. Son père, Theodor Johann Minkus, est né en 1795 à Groß Meseritsch en Moravie, actuellement situé en République tchèque sous le nom de Velké Meziříčí. Sa mère, Maria Franziska Heimann, est née à Pest (Hongrie) en 1807.
Minkus était d'origine juive mais ses parents se sont convertis au catholicisme peu avant d'émigrer à Vienne et se sont mariés le jour suivant. Les raisons de cette conversion ne sont pas très claires mais il semble qu'outre le harcèlement antisémite auquel ils aient voulu mettre fin, ce soit le seul moyen de s'établir dans la capitale impériale à cette époque.
Le père de Minkus est un grossiste en vins pour la Moravie, l'Autriche et la Hongrie. Il ouvre un restaurant, animé par son propre orchestre, dans l'arrondissement d'Innere Stadt. Ce fait pourrait avoir influencé le jeune Minkus - il est possible qu'il ait composé Tanzkapelle (« Orchestre de danse ») pour l'orchestre de son père, une des nombreuses formations de la capitale impériale. Il s'initie au violon vers l'âge de quatre ans et commence des études musicales à la Gesellschaft der Musikfreunde (« Société des amis de la musique ») de Vienne.

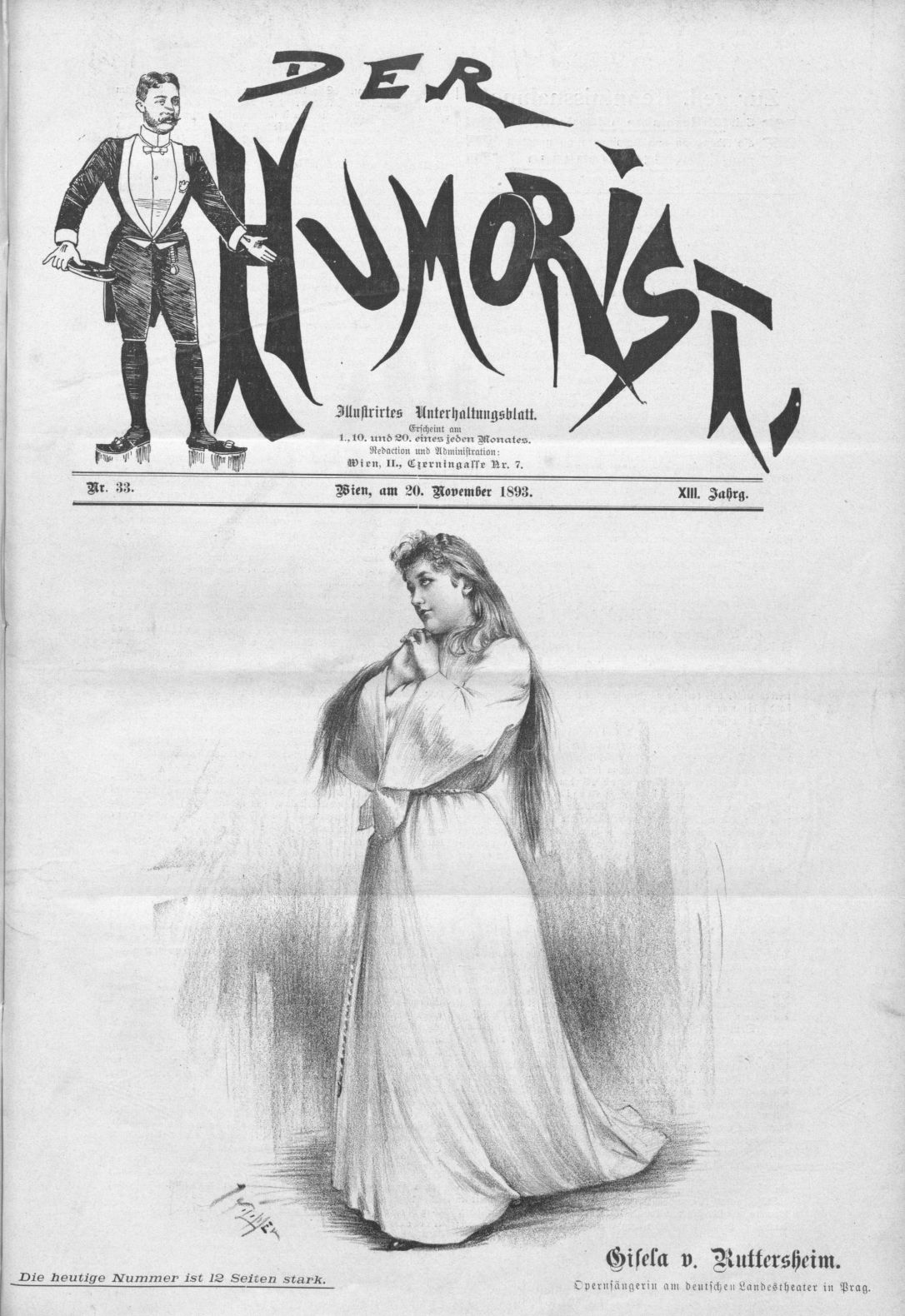
Le journal Der Humorist, 1893.

Le violoniste fait ses débuts devant le public viennois à l'âge de huit ans. Le 18 octobre 1845, une publicité concernant les représentations de la saison précédente et parue dans le journal viennois Der Humorist, définit ainsi le jeu caractéristique de Minkus : « un style classique doublé d'une exécution brillante ». Le jeune Minkus se produit bientôt dans des salles de concert en soliste. Il est qualifié d'enfant prodige à la fois par le public et par les critiques.
Minkus commence à composer pour le violon alors qu'il est toujours étudiant. Cinq pièces pour cet instrument sont publiées en 1846. Minkus s'essaye à la direction d'orchestre dès cette époque. Il est le chef en titre d'un orchestre qu'il complète en lui incorporant celui dirigé par le jeune Johann Strauss II (des années plus tard, Strauss fera la connaissance d'Eugen Minkus, directeur d'une banque viennoise et frère de Ludwig).
La biographie de Léon Minkus de 1842 à 1852 est peu documentée.
Des demandes de visas pour visiter l'Allemagne, la France et l'Angleterre sont retrouvées mais rien ne dit qu'elles aient abouti. En 1852, Minkus accepte le poste de premier violon au sein de l'Opéra d'État de Vienne mais, en raison de son peu d'empressement pour remplir les conditions exigées par sa charge, il part, cette même année, pour une importante mission musicale à l'étranger. Mission qui bouleversera le cours de sa vie à tout jamais.
En 1853, Minkus épouse Maria Antoinette Schwarz, née à Vienne en 1838, en l'église catholique de Sainte-Catherine à Saint-Pétersbourg.
Après trente neuf années passées en Russie, Minkus et sa femme quittent définitivement ce pays dans le courant de l'été 1891 pour leur Vienne natale. Le compositeur, en semi-retraite, vit chichement d'une modeste pension que lui verse le Trésor du Tsar. Il habite pendant quelque temps Karl Léon Strasse, dans un appartement du troisième étage que lui loue son ami Theodor Leschetizky, professeur de piano et pianiste réputé.
Après le décès de sa femme survenu en 1895, Minkus déménage dans un appartement situé à Gentzgasse où il passera le reste de sa vie seul et dans une extrême indigence - les rumeurs de la Première Guerre mondiale ayant interrompu le versement de la pension que lui alloue le tsar.
Une pneumonie contractée au cours d'un hiver particulièrement froid l'emporte le 7 décembre 1917 à l'âge de quatre-vingt-onze ans, sans descendance et assisté par sa nièce Clara von Minkus.
Léon Minkus est enterré au cimetière Döblinger de Vienne. Sa sépulture est détruite en 1939 par la police nationale-socialiste à l'époque où toutes les tombes de personnes ethniquement « indésirables » (tout particulièrement les Juifs ou même descendants de Juifs) ou pour qui les taxes annuelles du cimetière n'ont pas été acquittées sont « nettoyées ». Ses ossements, exhumés, ont été transférés dans une fosse commune.

## Carrière

### La Russie

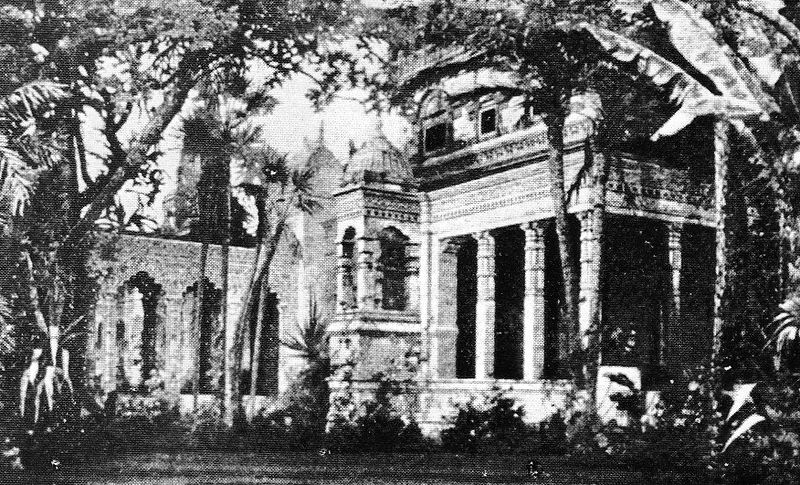
Décor d'Orest Allegri pour la reprise de la Bayadère de M. Petipa & L. Minkus, théâtre impérial Mariinski, Saint-Pétersbourg, 1900.

En 1853, Minkus émigre à Saint-Pétersbourg comme chef de l'orchestre du prince Nikolaï Youssoupoff, poste que Minkus occupe jusqu'en 1855.
De 1858 à 1861, Minkus est premier violon au théâtre impérial Bolchoï de Moscou. Il se voit rapidement confier le poste de chef d'orchestre et premier violon de l'Opéra impérial italien de Saint-Pétersbourg. En 1861, Minkus est maître des concerts au théâtre Bolchoï puis Inspecteur des Orchestres des Théâtres impériaux à Moscou. Il enseigne conjointement le violon au tout nouveau Conservatoire de Moscou.
Minkus compose L′Union de Thétis et Pélée (qui paraît être sa première composition pour un ballet) à l'occasion d'une représentation privée au Palais Youssoupoff en 1857. Au cours de son contrat avec le théâtre impérial Bolchoï, Minkus compose une autre musique pour le ballet en un acte intitulé Deux jours à Venise et produit en 1862. Un peu plus tard au cours de la même année, il est convié à composer un entr'acte pour le ballet Orfa monté par Arthur Saint-Léon et chorégraphié par Jean Coralli sur une musique d'Adolphe Adam. Saint-Léon était un des maîtres de ballet les plus en vue et, depuis 1860, il occupait le poste de premier maître de ballet des Théâtres impériaux à Saint-Pétersbourg, position qui l'obligeait également à monter des œuvres pour le ballet de Moscou.

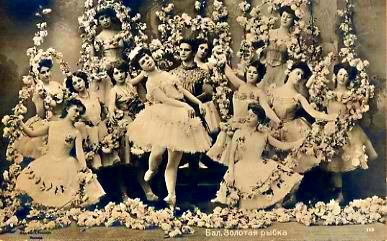
Ekaterina Geltzer, Vassili Tikhomirov et le corps de ballet dans la reprise d'Alexander Gorsky du Poisson doré (chorégraphie de Minkus et Saint-Léon). Moscou, circa 1905.

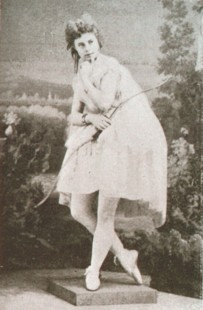
Eugénie Fiocre habillée en Cupidon dans le ballet Néméa, ou L'Amour vengé de Minkus/Saint-Léon. Paris, 1864.

Au mois de mars 1863, Saint-Léon mandate Minkus pour composer entièrement la musique du ballet en trois actes La Flamme d′amour ou la Salamandre que le maître de ballet destine à la prima ballerina Marfa Mouravieva. L'avant-première du ballet qui a lieu le 24 novembre/12 novembre 1863 au théâtre Bolchoï de Moscou, est un franc succès. Saint-Léon montera à nouveau le ballet pour Mouravieva à Saint-Pétersbourg sous le titre Fiammetta ou l'Amour du diable dont la première est interprétée le 25 février/13 février 1863 au théâtre impérial Bolchoï Kamenny. Minkus accompagnera Saint-Léon à Paris pour présenter une version de l'œuvre réduite à deux actes à l'Opéra impérial de Paris avec, à nouveau, Mouravieva dans le rôle principal et la ballerine Eugénie Fiocre dans celui de Cupidon. L'avant-première a lieu le 11 juillet 1864 sous le nouveau titre Néméa ou l'Amour vengé et restera inscrit au répertoire de l'Opéra de Paris jusqu'en 1871, période au cours de laquelle il sera représenté cinquante trois fois. Le 15 mars 1868 a lieu l'avant-première au Teatro communale de Trieste sous le titre, une fois de plus changé, de Nascita della fiamma d'amore (Naissance de la flamme d'amour). Les changements réitérés du titre ont semé le trouble parmi les historiens. Plusieurs d'entre eux ont décrété qu'il s'agissait d'œuvres totalement différentes.
À la fin de l'année 1866, Saint-Léon est pressenti pour produire une nouvelle œuvre à l'Opéra impérial de Paris. Il y monte La Source dont la musique est composée par Minkus en collaboration avec Léo Delibes. Minkus écrit l'acte I et le second tableau de l'acte III, et Delibes la totalité de l'acte II et le premier tableau de l'acte III. Les documents actuellement en notre possession ne permettent pas de connaître la raison de cette division des tâches. L'avant-première de La Source a lieu le 12 novembre 1866. Elle restera inscrite au répertoire de la compagnie jusqu'en 1876 et sera interprétée soixante-treize fois.
Saint-Léon travaille avec Minkus tout au long des années 1860. Le 1er décembre 1866 (20 novembre), il présente Le Poisson doré à Peterhof en l'honneur du mariage d'Alexandre Alexandrovitch de Russie avec la princesse Dagmar de Danemark. Saint-Léon choisit un thème russe basé sur un poème intitulé Le Conte du pêcheur et du petit poisson (en russe : Skazka o rybake i rybke) écrit par Alexandre Pouchkine en 1835.
Avec Minkus, Sant-Léon étoffe Le Poisson doré pour en faire un « grand ballet » en trois actes qu'il présente en avant-première le 20 novembre/8 novembre 1867 pour l'ouverture de la saison 1867-1868 des Ballets impériaux.
La saison suivante, Minkus et Saint-Léon produisent Le Lys, un ballet tiré d'une légende chinoise intitulée Les Trois Flèches et construit sur une musique proche de celle de La Source. L'avant-première a lieu le 2 novembre/21 octobre 1869 au théâtre Bolchoï Kamenny avec la ballerine Adèle Grantzow dans le rôle principal. En dépit des efforts de Saint-Léon, aussi bien Le Lys que la version étoffée du Poisson doré sont un échec cuisant. De ce fait, le directeur des Théâtres impériaux ne reconduit pas le contrat du maître de ballet Saint-Léon qui émigre alors à Paris où il meurt en 1870.
L'association avec Saint-Léon est bénéfique à Minkus qui est remarqué par le déjà renommé chorégraphe français Marius Petipa. Petipa arrive dans la capitale impériale en 1847 comme premier danseur des Théâtres impériaux et comme assistant du danseur et maître de ballet Jules Perrot qui sera « premier maître de ballet » de 1850 à 1859. 
Petipa est promu second maître de ballet après le succès de son grand ballet La Fille du pharaon qu'il chorégraphie sur la partition du compositeur italien Cesare Pugni. Pugni a le titre de « compositeur de ballet des Théâtres impériaux de Saint-Pétersbourg » depuis 1850, poste spécialement créé à son intention lorsqu'il accompagne Perrot en Russie cette année-là. Vers le milieu des années 1860, le compositeur touche au terme de sa vie et de sa carrière prolifique. À la fin de la décennie, peu fiable du fait de son alcoolisme sévère, sa musique devient d'une qualité de plus en plus médiocre. Saint-Léon et Petipa se détournent progressivement de lui au profit de Minkus.

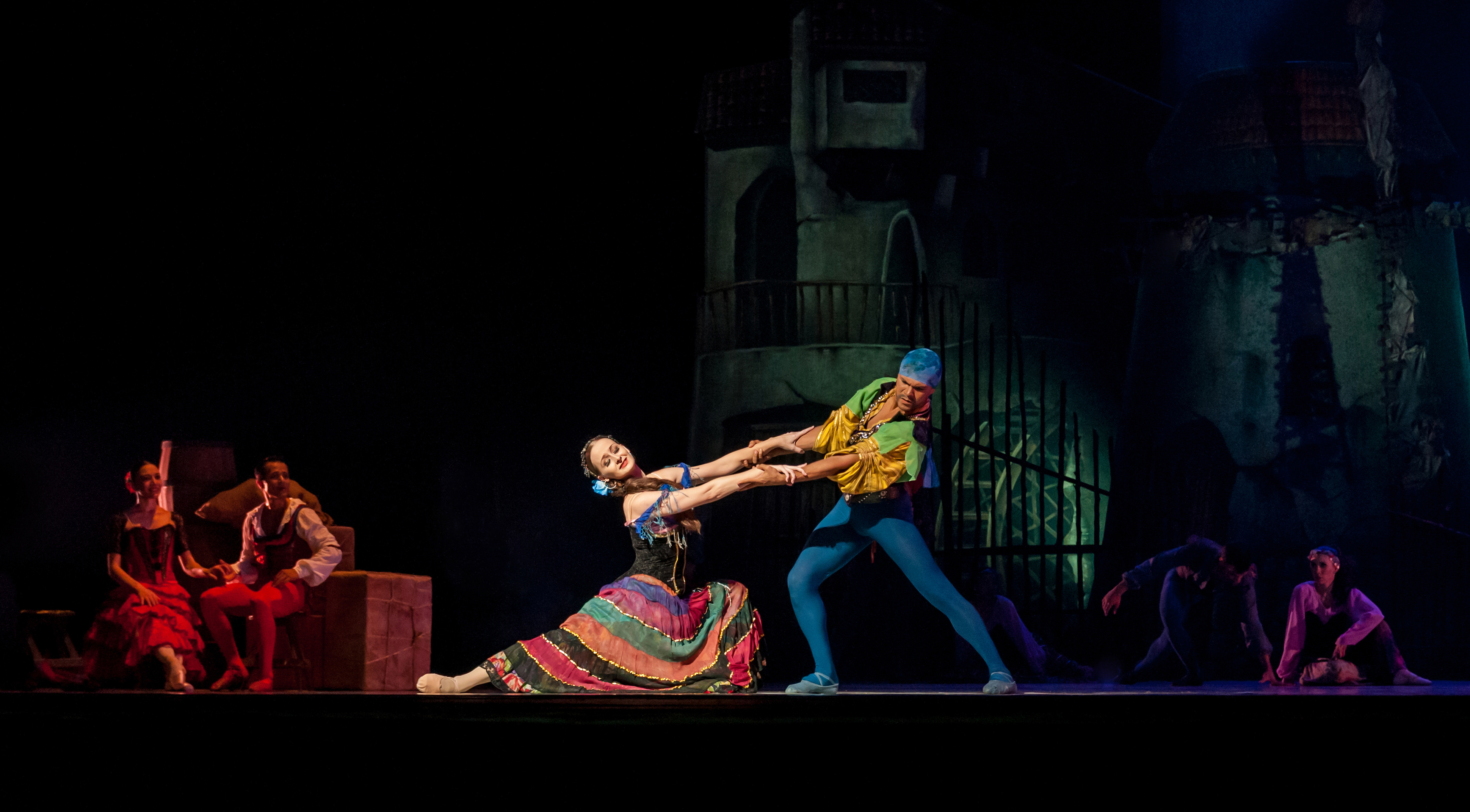
Scène de Don Quixote, musique de Ludwig Minkus, chorégraphie de Laura Fiorucci (basée sur l'originale de Marius Petipa), au Théâtre Teresa Carreño (Venezuela), 18 octobre 2013.

Petipa monte un « grand ballet » intitulé Don Quichotte, basé sur le Don Quichotte de Cervantes, pour la saison 1869-1870 du théâtre impérial Bolchoï de Moscou. Bien que le projet soit chorégraphié sur une musique de Pugni, Petipa se tourne vers Minkus qui compose une partition truffée d'une grande variété de thèmes hispanisants. L'avant-première du 26 décembre/14 décembre 1869 connaît un succès retentissant. L'œuvre devient célèbre dans le répertoire du ballet classique.
Petipa est nommé « premier maître de ballet des Théâtres impériaux de Saint-Pétersbourg » peu avant le décès de Saint-Léon. Au mois de janvier 1870, le compositeur Cesare Pugni, principal collaborateur de Petipa, meurt alors que ce dernier monte une reprise de son Don Quichotte pour les ballets impériaux de Saint-Pétersbourg. À cette occasion, Minkus revoit entièrement l'œuvre qu'il développe. L'avant-première de cette version, interprétée le 21 novembre/9 novembre 1871, devient un classique et vaut maints éloges à Minkus pour sa musique efficace. Ces éloges valent à Minkus le poste de « compositeur de ballet des Théâtres impériaux de Saint-Pétersbourg » et marquent le début d'une fructueuse collaboration avec Petipa. Après le succès du ballet, Minkus et Petipa montent en 1872, La Camargo ; en 1874, une version développée du Papillon de Jacques Offenbach ; en 1876, Le Songe d'une nuit d'été sur la musique de Felix Mendelssohn de 1843 et, en 1877, La Bayadère qui sera leur œuvre la plus durable et la mieux conservée. En 1878, il crée Les Aventures de Pélée, puis Roxana, la beauté du Monténégro sur un thème patriotique slave qui rencontre un grand succès, alors que la Russie s'apprête à signer le traité de San Stefano quelques semaines plus tard.

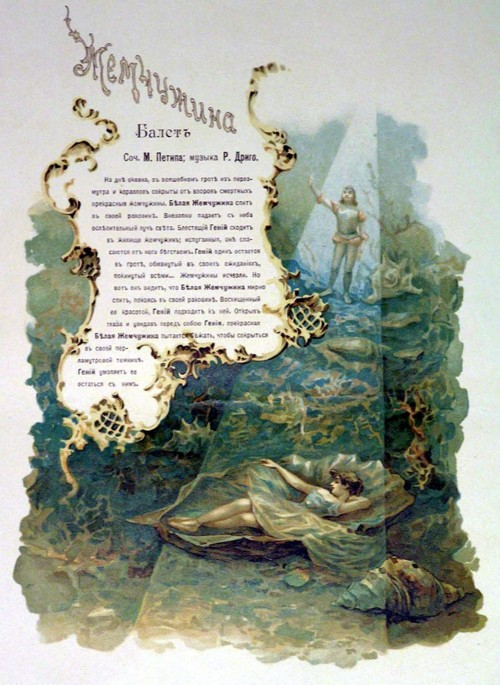
Programme du gala tenu au théâtre impérial Bolchoï de Moscou en l'honneur du tsar Nicolas II, 29 mai/17 mai 1896, avec le ballet La Perle, Pierina Legnani dans le rôle principal.

Tout au long de cette période, Minkus continue à jouer du violon à titre professionnel. C'est ainsi qu'il est second violon lors de l'interprétation, en avant-première, du Quatuor pour cordes n° 1 en do majeur de Tchaïkovsky le 28 mars 1871 à Moscou. Les partitions de Minkus comprennent des passages spécialement écrits pour l'illustre Leopold Auer.

Minkus écrit aussi la musique du somptueux ballet de Petipa intitulé Nuit et Jour et interprété au théâtre impérial du Bolchoï de Moscou pour le couronnement de l'empereur Alexandre III de Russie. Ce dernier, balletomane acharné, décore le compositeur de l'Ordre de Saint-Stanislas pour récompenser sa partition musicale. Au cours de la cérémonie, le nouvel empereur s'adresse à Minkus en ces termes : 

« ... Vous avez atteint la perfection en tant que compositeur de ballets. »

Les Pilules magiques, ballet de Petipa dont l'avant-première a lieu le 9 février/21 février 1886, est monté pour l'inauguration du théâtre impérial Mariinsky nouvellement restauré et devenu le lieu principal pour les représentations de ballets et opéras. Les Pilules magiques s'apparentent au vaudeville et occupent une place à part dans l'œuvre de Petipa. Bien entendu, Minkus assure la composition des trois tableaux fantastiques dansés dont Petipa assure la chorégraphie et qui ont fait sensation dans le microcosme pétersbourgeois des balletomanes et des critiques. L'action du premier tableau a pour cadre une grotte souterraine habitée par des sorcières. Le second interprète divers jeux de cartes, jeux de cerceau et billard exprimés par la danse. Le troisième et dernier est connu sous le nom de Royaume des dentelles où se place un « grand divertissement » fait de danses nationales espagnoles, russes, françaises, napolitaines et hongroises.

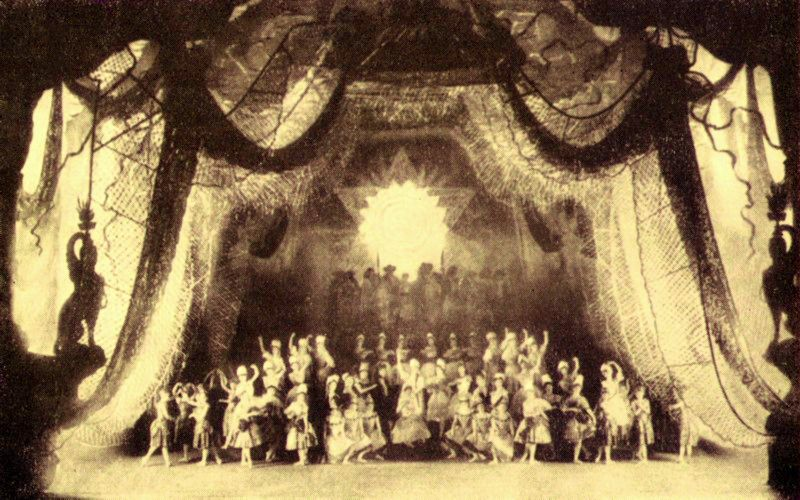
Les Pilules magiques, chorégraphie de Marius Petipa & composition de Ludwig Minkus au Théâtre Mariinsky en 1886.

Minkus écrit ensuite la partition de L'Offrande à l'amour, un ballet en un acte chorégraphié par Petipa pour la ballerine Evguenia Sokolova et monté le 3 août/22 juillet 1886. La musique de Minkus est saluée comme étant le chef-d'œuvre de la musique pour ballet. Néanmoins, Ivan Vsevolojski, directeur des Théâtres impériaux de Saint-Pétersbourg, désireux de diversifier ses sources de musique pour ballets, supprime le poste de Minkus. Ce dernier prend officiellement sa retraite peu de temps après. Il donne son gala d'adieu le 21 novembre/9 novembre 1886.

### La retraite
Nul ne sait si Minkus travailla à nouveau pour les Théâtres impériaux de Saint-Pétersbourg en raison de sa participation à deux importantes productions entre son départ à la retraite en 1886 et son départ de Russie en 1891. La première de ces productions serait une reprise par Petipa de Fiammetta, un ballet de Saint-Léon que le maître de ballet monte spécialement pour la venue de la ballerine invitée italienne Elena Cornalba et dont la musique a été historiquement portée au crédit de Minkus. L'avant-première a lieu le 18 décembre/6 décembre 1887. Il est cependant peu probable que Minkus ait participé à cette reprise pour la raison que Riccardo Drigo, le nouveau directeur des ballets impériaux, a construit pratiquement toutes les partitions supplémentaires nécessaires à la prestation de Cornalba à partir de musiques tirées de différents ballets existants. 

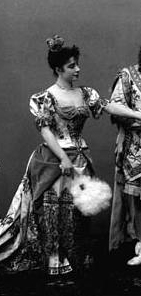
Carlotta Brianza au théâtre Mariinsky, 1890.

Kalkabrino, une chorégraphie de Petipa destinée, cette fois, à la ballerine invitée italienne Carlotta Brianza et dont la musique serait exclusivement de Minkus, est interprétée en avant-première le 25 février/13 février 1891. Il n'est pas du tout certain que le compositeur ait eu une quelconque participation dans son écriture. En effet, les historiens russes affirment que cette musique est un pastiche d'autres compositions de Minkus écrites pour les Ballets impériaux au cours de sa longue et brillante carrière à Saint-Pétersbourg.
C'est au cours de son séjour à Karl-Ludwig-Straße, dans l'appartement que lui loue son ami Theodor Leschetizky, que Minkus écrit ses dernières compositions connues : 
- Das Maskenfest (Le Festival masqué) est décrit par le compositeur comme une Tanz und Mythe (Danse et Mythe), Il le compose en 1897 pour le ballet du Kaiserliches und Königliches Hof-Operntheater (Opéra de la Cour impériale et royale de Vienne, Autriche, devenu l'Opéra d'État de Vienne). Son travail est rejeté par Gustav Mahler, alors directeur de l'Operntheater, sous le prétexte que le livret ne correspond pas au goût du public actuel.
- Die Dryaden (Les Dryades), ballet en un acte composé Minkus, en 1899, pour la scène viennoise.
- Rübezahl, composé peu avant sa mort est un pastiche de musiques provenant de La Source, un ballet qu'il a écrit en collaboration avec Delibes, et de partitions de Johann Strauss II.

## L'écriture musicale de Minkus

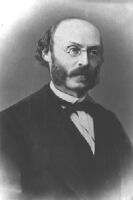
Léon Fiodorovitch Minkus,1885.

Le fait que Minkus soit tombé dans l'oubli est très certainement en rapport avec la manière dont la musique de ballet est créée et appréhendée à l'époque où il est compositeur de ballets en Russie. À cette époque, là, comme ailleurs en Europe, le maître de ballet a tout pouvoir sur les partitions que lui fournit le compositeur. Les ballets du XIXe siècle sont un mariage entre la danse et le mime. La musique de ballet doit avant tout être « dansante » et avoir une mélodie légère, agréable, riche, un phrasé simple, facile à comprendre, rythmé et, enfin, apte à souligner le mouvement des danseurs. La musique accompagnant les mimes et les scènes d'action doit rendre l'atmosphère du drame. Minkus travaille sous contrat pour composer la partition à la demande. Il est contraint de fournir une musique pour ballet à chaque nouvelle saison, en plus de réviser celle qui existe déjà pour les nombreuses reprises de Petipa.
Comme beaucoup de « compositeurs spécialistes de ballets » avant lui, Minkus esquisse la plupart de ses partitions au cours des répétitions pendant que le maître de ballet chorégraphie ses danses. De même, il annote ses partitions d'instructions détaillées que lui fournit le maître de ballet.
Minkus est bien connu pour détenir à son domicile des partitions toutes prêtes classées par genre (polkas, valses, adages, etc.). Ces musiques sont réorchestrées pour être incorporées dans une nouvelle œuvre. Minkus écrit fréquemment quatre à cinq mélodies pour une variation (ou pas) qu'il laisse au choix du chorégraphe. D'autres fois, il compose « sur mesure » la partition pour s'accorder avec n'importe quelle chorégraphie. Beaucoup des partitions de Minkus, anticipant d'éventuelles coupes, contiennent des répétitions en différentes expressions. Par exemple, Minkus compose une partition pour corps de ballet contenant une introduction, quatre ou cinq mélodies et une conclusion que le maître de ballet assemble ensuite selon la quantité de musique désirée. Dans certains cas, il arrive qu'il faille composer une musique s'adaptant à un pas déjà chorégraphié ! Minkus est fréquemment tenu d'inclure dans ses œuvres la musique d'autres compositeurs de ballets en les plagiant ; le plus souvent à la demande d'une ballerine qui souhaite danser son pas ou sa variation favoris issus du travail de quelqu'un d'autre créent des inclusions qui exigent de Minkus d'adapter sa musique pour réaliser des transitions habiles.

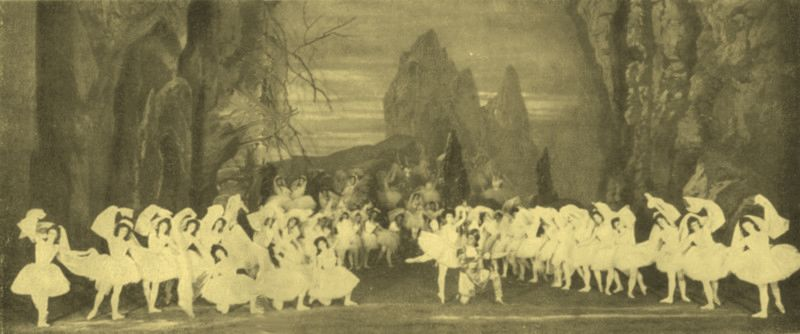
Scène au théâtre Mariinsky de La Bayadère, musique de Ludwig Minkus, chorégraphie de Marius Petipa, 1901.

La plupart des partitions de Minkus sont à deux ou trois temps. 2/4, 4/4, 3/4, 3/8, 6/8, 12/8, etc. bien qu'occasionnellement il compose des danses en 5/4 en alternance avec des rythmes en 4/4 et 3/4 comme la danse des esclaves de La Bayadère (1877). Cependant, le rythme de 3/4 est privilégié dans la plupart de ses compositions. Les servantes du temple hindou, les Bohémiens, les filles de ferme, les corridas, les contes de fées, les dieux et déesses, les princes et les princesses, les rois et les reines, qu'ils soient vivants ou des fantômes, tous dansent sur un rythme à trois temps.
Une des grandes forces de Minkus est son habileté à créer une infinie variété de mélodies (élément principal de jugement au XIXe siècle). L'historien du ballet, Constantin Skalkovski, raconte dans son étude Dans le monde du Théâtre comment la Marche de Roxana, le ballet dont il a composé la musique en 1878, est devenue l'air favori du tsar Alexandre II qui n'aimait habituellement pas la musique. Plusieurs unités de l'armée de terre russe ont fait le siège de Plevna au son de cette marche. D'autres grandes réussites de Minkus sont les compositions pour violon solo et pour harpe écrites pour le célèbre violoniste Leopold Auer et le harpiste Albert Zabel qui sont respectivement Premier violon et harpiste de l'orchestre des Théâtres Impériaux à la fin du XIXe siècle et au début de XXe.
Les orchestrations de Minkus font appel à de nombreux instruments. Une de ses partitions utilise les cordes, la flûte, le piccolo, la clarinette, le cornet, le hautbois, le basson, le contrebasson, le trombone, le cor anglais, le cor d'harmonie, la trompette, le tuba auxquels peuvent s'ajouter la harpe, le tambour (tambour à timbre, grosse caisse), le triangle, le tambourin et le glockenspiel. Minkus fait occasionnellement appel au gong, au piano et aux castagnettes. Même avec de tels ensembles, les passages tutti restent exceptionnels. Minkus utilise quasiment toujours la même combinaison d'instrument sauf lorsqu'il faut rendre une ambiance particulière. Il ne fait appel aux cuivres que pour rendre la musique plus consistante si nécessaire. La priorité est donnée au premier violon et au flûtiste dans la plupart de ses compositions et sont souvent doublés par les seconds violons et altos. Les autres instruments favoris de Minkus sont la grosse caisse et les pizzicato pour contrebasse qu'il utilise, le plus souvent, pour marquer le tempo (c'est l'orchestration originale qu'il a adoptée pour sa partition du Royaume des Ombres dans La Bayadère de 1877). Cette façon de composer n'est nullement le témoignage d'un manque d'imagination de la part de Minkus. Il écrit ainsi pour aller plus vite étant donné qu'il a très peu de temps pour orchestrer après les décisions du maître de ballet. De plus, une structure musicale plus complexe aurait été rejetée à la fois par le maître de ballet et par les danseurs.

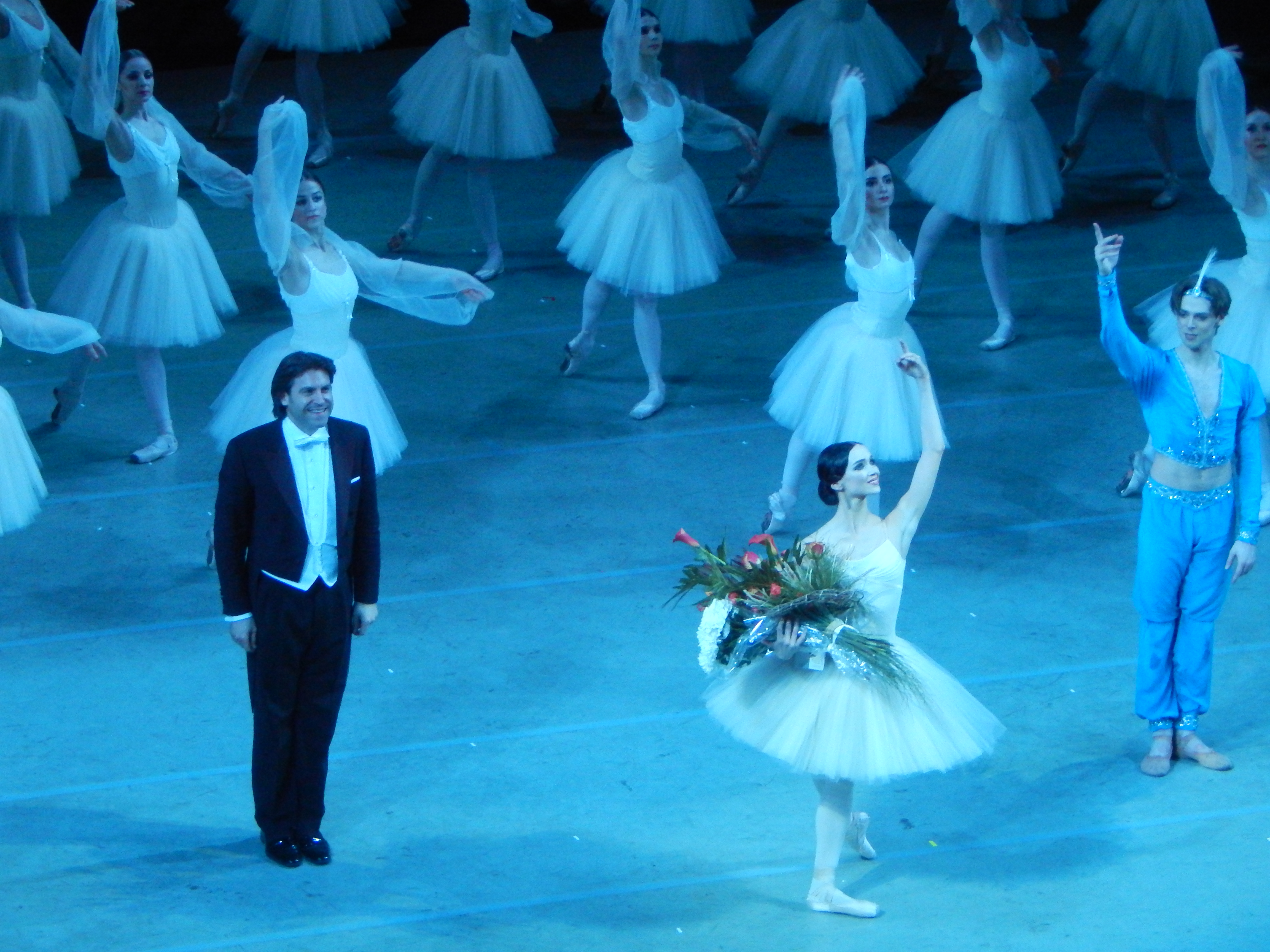
Théâtre Mariinsky, La Bayadère, fin de spectacle, 18 mai 2017.

L'admiration que la Russie voue à Minkus pour ses capacités à composer la musique de ballet est restée vivace alors que cet engouement est d'apparition plus récente en Occident. Cela est dû au fait que nombre de musiciens considèrent cette musique du XIXe siècle comme secondaire. Plusieurs troupes de ballet ont choisi d'interpréter la musique du compositeur sur des réorchestrations écrites par différents musiciens dont le plus connu est le compositeur et chef d'orchestre John Lanchbery. Depuis quelques années, de plus en plus de compagnies tentent de se rapprocher autant que possible de la musique originale lorsqu'elles montent des ballets et sont ainsi à l'origine d'un regain d'intérêt pour le vieux « compositeur de musique de ballets ».
En 2001, le théâtre Mariinski a mis en scène une reconstitution de La Bayadère sur la base des notations chorégraphiques de Vladimir Ivanovitch Stepanov tirées de la Collection Sergeyev actuellement propriété de labibliothèque de l'université Harvard. Pour cette reconstruction, le Ballet Mariinski a exhumé la partition originale manuscrite de Minkus que l'on croyait perdue depuis plusieurs années. Cette ancienne partition est saluée comme un chef-d'œuvre dans son genre et un magnifique exemple d'une longue disparition dans l'histoire du ballet.

## Ballets composés par Minkus

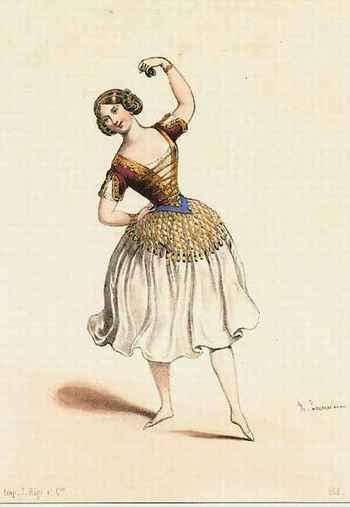
Carlotta Grisi dans Paquita composé par Ernest Deldevez et Léon Minkus, théâtre de l'Académie royale de musique, Paris, 1 avril 1846.

### Théâtre impérial Bolchoï Kamenny, Saint-Pétersbourg
- Fiammetta, ou l'Amour du diable (reprise de La Flamme d′amour, ou La Salamandre), chorégraphie d'Arthur Saint-Léon, 25 février/13 février 1863.
- Le Poisson doré (version étoffée), chorégraphie de Saint-Léon, 20 novembre/8 novembre 1867.
- Le Lys, chorégraphie de Saint-Léon, 2 novembre/21 octobre 1869.
- Don Quichotte (version étoffée), chorégraphie de Marius Petipa, 21 novembre/9 novembre 1871.
- La Camargo, chorégraphie de Petipa, 29 décembre/17 décembre 1872.
- Les Brigands, chorégraphie de Petipa, 6 février/26 janvier 1875.
- Les Aventures de Pélée, chorégraphie de Petipa, 30 janvier/18 janvier 1876
- La Bayadère, chorégraphie de Petipa, 14 février/23 janvier 1877.
- Roxana, la beauté du Monténégro, chorégraphie de Petipa, 10 février/29 janvier 1878.
- La Fille des neiges, chorégraphie de Petipa, 19 janvier/7 janvier 1879.
- Mlada, chorégraphie de Petipa, 14 décembre/2 décembre 1879.
- Zoraïa, ou la Maure en Espagne, chorégraphie de Petipa, 13 février/1er février 1881.
- Kalkabrino, 1891, créé après son départ

### Adaptations
- Le Papillon. Partition originale d'Offenbach. Chorégraphie de M. Petipa d'après Marie Taglioni. 19 janvier/7 janvier 1874.
- Le Songe d'une nuit d'été. Partition originale de Felix Mendelssohn. Chorégraphie de M. Petipa. 26 juillet/14 juillet 1876.
- Frisac ou la Double Noce. Arrangement orchestral à partir de différentes partitions de Giacomo Meyerbeer, Giuseppe Verdi, Vincenzo Bellini et Gioachino Rossini. Chorégraphie de M. Petipa. 23 mars/11 mars 1879.
- La Fille du Danube. Partition originale d'Adolphe Adam. Chorégraphie de M. Petipa d'après Filippo Taglioni. 8 mars/24 février 1880.
- Pâquerette. Partition originale de François Benoist dans une version de Cesare Pugni. Chorégraphie de M. Petipa d'après Arthur Saint-Léon. 22 janvier/10 janvier 1882.
- Le Diable à quatre (ou La Femme capricieuse). Partition originale d'Adolphe Adam dans une version de Cesare Pugni. 5 février/23 janvier 1885.

### Discographie

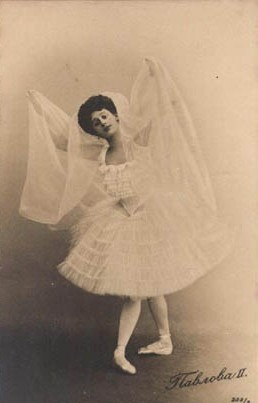
La ballerine Anna Pavlova dans La Bayadere, Saint-Pétersbourg, v. 1901.

- La Source. ballet de 1866 (Acte I & Acte III scène 2) en collaboration avec Léo DELIBES (Acte II & Acte III scène 1) : Orchestra of the Royal Opera House, Covent Garden, direction : Richard Bonynge (1987 / DECCA).
- Don Quichotte. ballet de 1871

1°) extraits : Orchestre du Théâtre Bolchoï, direction : Gueorgui G. Jemtchoujine (date non précisée / PILZ).
2°) extraits : Elizabethan Trust Melbourne Orchestra, direction : John Lanchbery (1972 / EMI = bande sonore originale du film de Rudolf Noureïev).
3°) intégrale : Orchestre de l'Opéra National de Sofia, direction : Boris Spassov (1994 / CAPRICCIO).
4°) intégrale : Orchestre de l'Opéra National de Sofia, direction : Nayden Todorov (2002 / NAXOS).
- La Bayadère. ballet de 1877 : English Chamber Orchestra, direction : Richard Bonynge (1992 / DECCA).
- Paquita. ballet de 1881 + La Bayadère extraits du ballet de 1877  : Orchestre de l'Opéra National de Sofia, direction : Boris Spassov (1994 / CAPRICCIO).
- Paquita, pas-de-dix + La Bayadère Scène du Royaume des Ombres : Orchestre Symphonique de Sidney, direction : John Lanchbery (1983 / EMI).
- La Bayadère, Don Quichotte, Paquita : Pas-de-deux + Paquita : Grand-Pas . Orchestre Symphonique de Londres, direction : Richard Bonynge (1962 / DECCA).

### Théâtre impérial Bolchoï, Moscou
- Deux jours à Venise. Chorégraphie de ? 1862.
- La Flamme d′amour, ou la Salamandre. Chorégraphie d'Arthur Saint-Léon. 24 novembre/12 novembre 1863.
- Don Quichotte. Chorégraphie de M. Petipa. 26 décembre/14 décembre 1869.
- Nuit et Jour. Chorégraphie de M. Petipa. 30 mai/18 mai 1883.

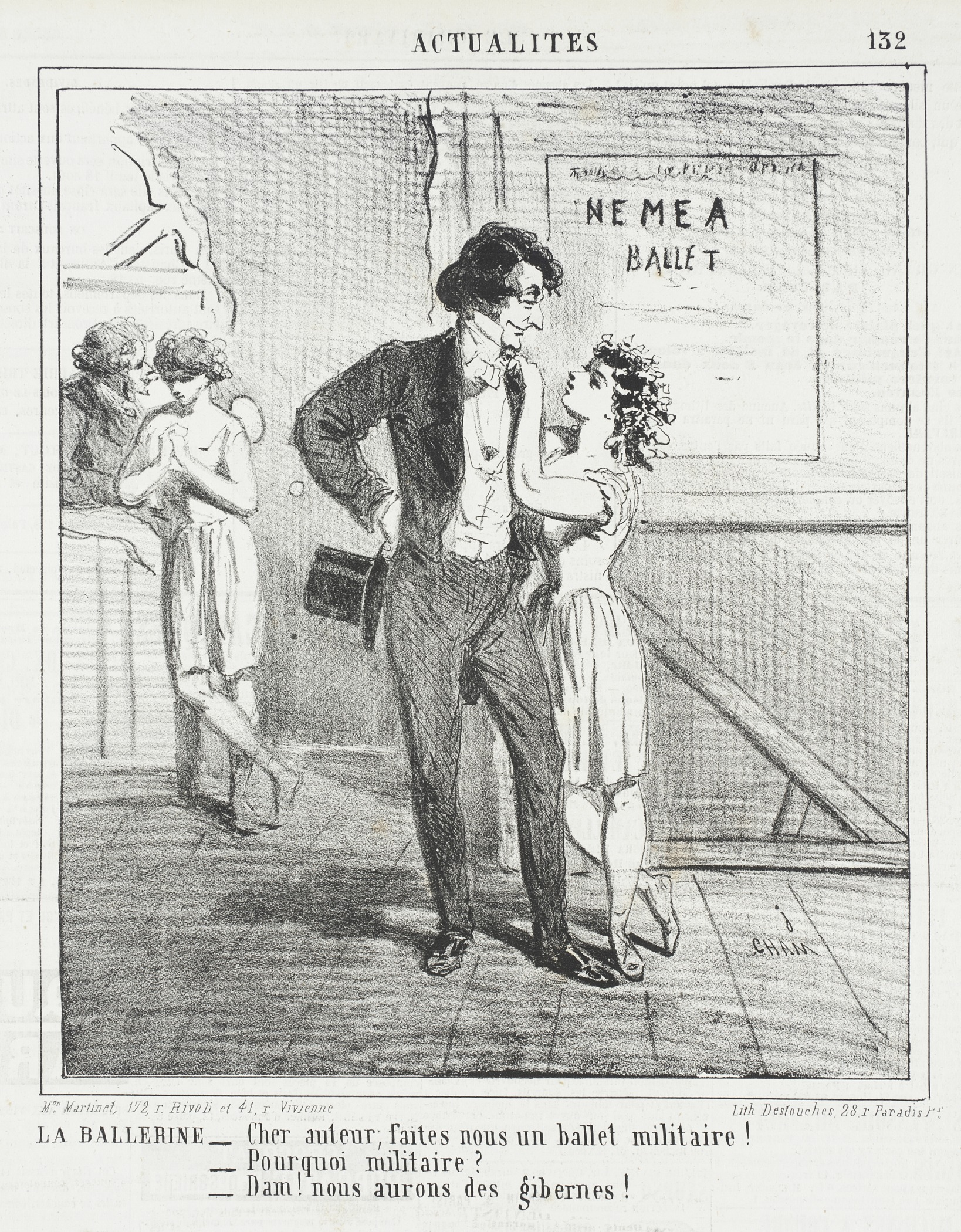
La ballerine - Cher auteur, faites nous un ballet militaire ! -Pourquoi militaire ? - Dam! Nous aurons des gibernes ! Charivari, 1864.

### Autres lieux
- L'Union de Thétis et Pélée. Chorégraphie de ? 1857. Théâtre privé du Palais Ioussoupov, Saint-Pétersbourg.
- La Source (composé conjointement avec Léo Delibes). Chorégraphie d'Arthur Saint-Léon. 12 novembre 1866. Théâtre Impérial de l’Opéra, Paris.
- Le Poisson doré. Chorégraphie d'Arthur Saint-Léon. 1er décembre 1866. Amphithéâtre Olga Island, Peterhof, Saint-Pétersbourg.
- Les Pilules magiques. Chorégraphie de M. Petipa. 21 février/9 février 1886. Théâtre impérial Mariinsky, Saint-Pétersbourg.
- L'Offrande à l'amour. Chorégraphie de M. Petipa. 3 août/22 juillet 1886. Théâtre impérial Mariinsky, Saint-Pétersbourg.

## Sources
Il ne semble pas y avoir de documentation complète concernant la vie et l'œuvre de Minkus en français. Cet article est un travail compilatoire construit, majoritairement, à partir des livrets accompagnant les CD cités ci-dessous et d'ouvrages, en anglais, de Roland Wiley
- Keith Anderson. Livret accompagnant le CD. Léon Minkus. Don Quichotte. Direction Nayden Todorov. Orchestre de l'Opéra national de Sofia. Naxos 8.557065/66.
- Ivor Guest. Livret accompagnant le CD. Adolphe Adam. Giselle. Direction Richard Bonynge. Orchestre du Royal Opera House, Covent Garden. Decca 417 505-2.
- Ivor Guest. Livret accompagnant le CD. Léon Minkus & Léo Delibes. La Source. Direction Richard Bonynge. Orchestre du Royal Opera House, Covent Garden. Decca 421 431-2.
- Ballet du Théâtre Mariinsky. Programme de La Bayadère. Théâtre Mariinsky Theatre, 2001.
- Marius Petipa. "Agendas de Marius Petipa", traduits et édités en anglais par Lynn Garafola sous le titre Studies in Dance History 3.1 (Spring 1992).
- Royal Ballet. Programme de La Bayadère. Royal Opera House, 1990.
- Michael Stegemann. Livret accompagnant le CD. Léon Minkus. Don Quijote. Direction Boris Spassov. Orchestre de l'Opéra national de Sofia. . Capriccio 10 540/41.
- Michael Stegemann. Livret accompagnant le CD. Léon Minkus.Léon Minkus. Paquita & La Bavadere. Direction Boris Spassov. Orchestre de l'Opéra national de Sofia. Capriccio 10 544
- (en) John Warrack, C. Scribner's Sons, New York, Tchaikovsky (ISBN 0684135582)
- (en) Roland John Wiley. "Dances from Russia: An Introduction to the Sergeyev Collection", The Harvard Library Bulletin, 24.1 January 1976.
- (en) Roland John Wiley, Oxford: Clarendon Press; New York: Oxford University Press, 1990., A Century of Russian Ballet: Documents and Accounts, 1810-1910. (ISBN 0193164167)
- (en) Roland John Wiley, Oxford: Clarendon Press; New York: Oxford University Press, 1990., A Century of Russian Ballet: Documents and Accounts, 1810-1910. (ISBN 0193164167)
- (en) Roland John Wiley, Oxford: Clarendon Press; New York: Oxford University Press, 1990., Tchaikovsky's Ballets: Swan Lake, Sleeping Beauty, Nutcracker. (ISBN 0193153149)
- Ballet, une histoire illustrée, Editions Flammarion, octobre 2019 : sur Paquita = pages 62 & 63 ; sur Don Quichotte = pages 80 à 85 ; sur La Bayadère = pages 100 à 105